# ISO 9001
La norma ISO 9001 és una norma que especifica els requisits per als sistemes de gestió de la qualitat. El compliment d'aquests requisits ha de garantir que l'organització disposi dels processos adequats per proporcionar productes i serveis de qualitat suficient. La qualitat requerida dels productes i serveis es basa, per exemple, les expectatives del client, així com als requisits legals i reglamentaris pertinents. Alhora, el sistema de gestió ha d'estar subjecte a un procés de millora contínua. Els requisits que conté la norma són aplicables a totes les organitzacions, independentment del tipus, la mida i el producte. Els sistemes de gestió poden ser certificats segons la norma ISO 9001 pels organismes de certificació adequats.

Logotip de l'Organització Internacional per a l'Estandardització

Aquesta norma defineix els requisits per a la implementació d'un sistema de gestió de qualitat per a organitzacions que desitgen millorar contínuament la satisfacció del client i proporcionar productes i serveis conformes. ISO 9001 està destinada a totes les organitzacions, independentment de la seva mida i sector d'activitat. Forma part de la sèrie de normes ISO 9000 (ISO 9000, ISO 9001 i ISO 9004).
La norma ISO 9001 es va publicar per primera vegada el 1987 i s'ha revisat regularment des de llavors. La seva primera revisió va ser el 1994, la següent el 2000, les següents van tenir lloc el 2008 i finalment el 2015.
La ISO 9001 és una norma que pot ser certificada per una tercera part anomenada entitat de certificació. Actualment, una organització pot sol·licitar la certificació ISO 9001 segons la versió del 2015.

## Contingut de l'estàndard
Igual que altres normes ISO recents (en particular, la ISO 45001 i la ISO 14001), la ISO 9001 adopta el "Nivell d'estructura alt ISO (HSL)» en 10 capítols comuns a tots els estàndards de gestió. Aquesta estructura facilita la integració amb altres sistemes de gestió.
La norma, en la seva versió del 2015, inclou deu articles:
1. Àmbit d'aplicació;
2. Referències normatives;
3. Termes i definicions;
4. Antecedents de l'organització;
5. Lideratge;
6. Planificació;
7. Suport;
8. Realització d'activitats operatives;
9. Avaluació del rendiment;
10. Millora.

Només els articles 4 a 10 són prescriptius. La norma conté aproximadament 300 requisits, els principals dels quals s'enumeren a la taula següent.
| Tema                              | Paràgraf de la norma ISO 9001 v2015                                                  |
| Procés                            | 4.4 Sistema de gestió de qualitat i els seus processos                               |
| Política de qualitat              | 5.2 Política                                                                         |
| Equips de control, mesura i prova | 7.1.5 Recursos per a la monitorització i la mesura                                   |
| Control de documents              | 7.5 Informació documentada                                                           |
| Revisió dels requisits            | 8.2.3 Revisió dels requisits del producte i servei                                   |
| Disseny i desenvolupament         | 8.3 Disseny i desenvolupament de productes i serveis                                 |
| Compres                           | 8.4 Control dels processos, productes i serveis proporcionats per proveïdors externs |
| Producció / prestació de serveis  | 8.5 Producció i prestació de serveis                                                 |
| Identificació i traçabilitat      | 8.5.2 Identificació i traçabilitat                                                   |
| No conformitats                   | 8.7 Control d'elements de sortida no conformes                                       |
| Auditories internes               | 9.2 - Auditoria interna                                                              |
| Revisió de la direcció            | 9.3 - Revisió per part de la direcció                                                |
| Accions correctives               | 10.2 Incompliment i acció correctiva                                                 |

El nombre i la redacció dels requisits han evolucionat al llarg de les successives revisions de la norma.

## Certificació ISO 9001
El 2009, un estudi realitzat per la ISO va estimar que la norma ISO 9001 havia superat el milió de certificacions  « L'augment de 8 % observat per als certificats ISO 9001, enfront del 3 % el 2008, confirma la importància de la norma ISO 9001 en les cadenes de subministrament internacionals i el seu paper com a precursor d'altres normes de sistemes de gestió que la van seguir i que són un èxit. A finals de desembre de 2009, s'havien emès almenys 1.064.785 certificats ISO 9001 (edicions del 2000 i el 2008 combinades) en 178 països i economies. El total del 2009 mostra un augment de 81.953 certificats (+8 %) en comparació amb el total de 982.832 certificats del 2008 en 176 països i economies ", diu el comunicat de premsa de l'ISO.
El 2014, més d'1,1 milions d'empreses a tot el món tenien la certificació ISO 9001.

## Avantatges i desavantatges de la gestió compliant
Les organitzacions creuen que els beneficis d'un sistema de gestió de qualitat ISO 9001 superen amb escreix els desavantatges, la qual cosa explica el seu enorme èxit mundial.
Aquests beneficis inclouen la millora del rendiment general d'una organització com ara l'enfortiment del posicionament d'una organització, la reducció d'auditories de clients, la preservació dels coneixements i les pràctiques i la facilitació del treball internacional.
A més dels aspectes esmentats anteriorment, les organitzacions coincideixen que l'adopció d'un enfocament de qualitat els ha aportat beneficis diferents dels seus objectius inicials. Això els ha permès en particular:
- canviar radicalment la seva manera de treballar tot tenint un mètode per fer-ho sense problemes, per harmonitzar els mètodes de treball, per treballar millor i més ràpid;
- fer balanç dels seus errors, mal funcionaments, redundàncies, aberracions , etc., per qüestionar-les i posar-hi remei;
- millorar els seus mètodes de treball;
- establir clarament els rols, les responsabilitats i les delegacions de cada persona;
- millorar la qualitat dels productes i serveis i reduir els costos de la manca de qualitat (queixes, descomptes, penalitzacions, devolucions de garantia , etc.);
- millorar la satisfacció del client, saber escoltar-los, parlar un llenguatge comú amb ells;
- motivar el personal, establir una cultura de millora;
- reduir els riscos, aprofitar les oportunitats de creixement.

Finalment, la darrera versió de la norma ISO 9001 proporciona un marc encara més robust per als sistemes de gestió de la qualitat per garantir la competitivitat de les organitzacions. El lideratge s'ha convertit en un tema central per a l'èxit d'una organització. La direcció, a través del seu lideratge, crea les condicions a tots els nivells per a la participació dels empleats, la implementació d'un sistema de gestió de la qualitat (SGQ) i una organització centrada en el propòsit de l'organització. El SGQ encarna els seus valors i la seva cultura. Té en compte:
- els requisits dels seus clients;
- el context econòmic, financer i jurídic , etc., interns i externs;
- satisfer les necessitats i expectatives de les parts interessades rellevants (banc, proveïdors i cadena de subministrament , etc.).

En aquestes condicions, el SGC proporciona un marc pertinent per establir, revisar i millorar una estratègia i uns objectius de qualitat.
El 2005, Dalgleish va assenyalar que, si bé la gestió de la qualitat té un impacte econòmic positiu en l'empresa i la seva competitivitat, l'ús de la certificació ISO no té aquesta correlació. En altres paraules, la norma ISO 9001 en si mateixa es pot utilitzar com a eina fora de qualsevol ambició de certificació.
També cal tenir en compte la noció de maduresa, que va molt més enllà de la certificació segons un estàndard o una referència.